# Fredric Lehne
Frederic G. Lehne (Buffalo (New York), 3 februari 1959) is een Amerikaans acteur.

## Filmografie

### Films
Selectie:
- 2021 The Eyes of Tammy Faye - als Fred Grover
- 2017 The Greatest Showman - als mr. Hallett
- 2014 Split - als Dave
- 2012 Zero Dark Thirty – als de wolf
- 2012 The Dark Knight Rises – als vervangende hoofd beveiliging
- 1997 Men in Black – als INS agent Janus
- 1997 Con Air – als piloot
- 1980 Ordinary People – als Joe Lazenby
- 1979 Being There – als TV page

### Televisieseries
Uitgezonderd eenmalige gastrollen.
- 2024 Elsbeth - als Dave Noonan - 7 afl.
- 2022 Partner Track - als Ted Lassiter - 5 afl.
- 2018-2022 Westworld - als kolonel Brigham - 2 afl.
- 2021 Dexter: New Blood - als Edward Olsen - 3 afl.
- 2021 Dr. Death - als Don Duntsch - 6 afl.
- 2019 Bluff City Law - als Tommy - 2 afl.
- 2018 Mr. Mercedes - als rechercheur Daniel Marks - 2 afl.
- 2018 Yellowstone - als Carl Reynolds - 3 afl.
- 2018 Homeland - als generaal Rossen - 2 afl.
- 2018 Seven Seconds - als Peter Jablonski sr. - 3 afl.
- 2017 Quantico - als Maxwell Fletcher - 3 afl.
- 2016 Feed the Beast - als Kevin Mahoney - 2 afl.
- 2015 Chicago Fire - als chief Ray Riddle - 7 afl.
- 2015 Public Morals - als Tommy Red - 7 afl.
- 2014-2015 Blue Bloods - als chief Trumball - 2 afl.
- 2014 Crisis - als generaal Mark Osborne - 2 afl.
- 2014 The Red Road - als rechercheur Alcala - 2 afl.
- 2013 Boardwalk Empire - als Owney Madden - 2 afl.
- 2012 American Horror Story – als Frank McCann – 7 afl.
- 2011 Big Love – als Dennis Innes – 2 afl.
- 2010 Rubicon – als kolonel Mitchell – 2 afl.
- 2006 – 2010 Supernatural – als Azazel – 4 afl.
- 2004 – 2010 Lost – als marshal Edward Mars – 9 afl.
- 2006 – 2007 Ghost Whisperer – als Charlie Banks – 2 afl.
- 1998 – 2000 Touched by an Angel – als Eric – 2 afl.
- 1998 – 1999 The X-Files – als jonge Arthur Dales – 2 afl.
- 1998 From the Earth to the Moon – als Walt Cunningham – 2 afl.
- 1990 Wiseguy – als Winston Chambers III – 3 afl.
- 1989 – 1990 Mancuso, FBI – als Eddie McMasters – 20 afl.
- 1988 – 1989 China Beach – als Rick White – 2 afl.
- 1984 – 1985 Dallas – als Eddie Cronin – 19 afl.

- International Standard Name Identifier: 0000 0000 2495 159X
- Library of Congress Control Number: n85273960
- Virtual International Authority File: 43292481
- WorldCat: E39PBJfX7CP6m4V3KXhj3jXTpP